# Paaskebadet (digtsamling)
Paaskebadet er en digtsamling af Johannes V. Jensen der blev udgivet den 11. september 1937 af Gyldendalske Boghandel - Nordisk forlag.
Samlingen opsamlede digte udsendt før i perioden 1931 til 1937.
Digtsamlingen har navn efter digtet Paaskebadet, der i en tidligere form var udkommet i Politiken den 27. marts 1932.
Den indeholdt 34 digte af forfatteren og 3 oversættelser fra Egils saga.
En større mængde af digtene var lejlighedsdigte.
Et stort antal af digte er i bunden form med enderim.
Nogle i mere fri form uden enderim men dog med samme antal linjer i hver strofe.
Et mindretal er med bogstavrim: "Sønnetabet" og "Arinbjarnarkvida", oversættelserne fra Egils saga.
Endelig er der digte i hel fri form: "Ægyptens Glæde" og "Jorden og Lyset"

## Digte
I 1933 havde billedhuggeren Siegfried Wagner skabt en portrætbuste af Johannes V. Jensen.
I anledning af billedhuggerens 60 års fødselsdag den 13. april 1934 udgav digteren lejligheds- og portrætdigtet "Siegfried Wagner" i Politiken.
Øksnebjergstenen blev rejst i 1935 til erindring om Slaget ved Øksnebjerg i 1535. Stenen havde indskrift af Johannes V. Jensen og det lille firelinjede digt blev indlemmet i digtsamlingen i lidt ændret form.
Digteren havde tidligere beskæftiget sig med emner i Grevens Fejde:
I digtsamlingen "Den jydske Blæst" findes det firelinjede digt "Skipper Clement", i "Kongens Falds" tredje del fra 1901 beskrives Clementsfejden, mens en tale fra 1909 og en novelle fra 1917 også handler om Skipper Clement.
Digtet "Jorden og Lyset" blev skrevet i 1935 som prolog til den tyske film "Hvad er Verden?", og digtets titel blev senere benyttet til Statsbibliotekets Johannes V. Jensen-udstilling i 2006.
I forbindelse med nobelfesten i 1945 blev digtet udvidet.

## Udgivelser
De fleste af samlingens digte blev senere indlemmet i samlingerne Digte fra 1943 og Digte fra 1948. De er alle at finde i Samlede digte fra 2006.
Forlaget udgav digtsamlingen som ebog i 2016.

## Vurderinger
Digtsamlingen blev anmeldt ved udgivelsen i flere danske dagblade.
I Ord och Bild anmeldte Kjeld Elfelt udgivelsen og fandt den "lige saa afvekslende af Smag og indhold som Kryderihylden i Køkkenenet".
Ifølge ham var digtene fra Egils saga "aldeles ypperlige Oversættelser" mens digtene fra Darduse "kun Kling-Klang og Kineserier".
Han mente at hyldestdigtet til L.A. Ring var "baade dødsens-trist som Poesi og utilfredsstillende som Signalement af et Menneske".
Elfelt var mere positivt indstillet overfor "Jorden og Lyset", "Sommersolhvervssang" og, hvad kan kaldte "det prægtige indgangsdigt", Paaskebadet foruden "Skolesang" og "Barnets Verden" som han betegnede "de skønne, lyriske strofer".
I hans Johannes V. Jensen-biografi fra 1973 affærdigede Leif Nedergaard digtsamlingen med "kun få af disse Digte 1931 – 37 er bevægende".